# Coupe de France de rugby à XIII 1992-1993
Navigation
Édition précédente Édition suivante
La Coupe de France de rugby à XIII 1993 est organisée durant la saison 1992-1993. La compétition à élimination directe met aux prises des clubs français. L'édition est remportée par Saint-Estève.

## Tableau final
|  | Huitièmes de finales 31 octobre et 1er novembre 1992 | Huitièmes de finales 31 octobre et 1er novembre 1992 |                 |    | Quarts de finales 21-22 novembre 1992 | Quarts de finales 21-22 novembre 1992 |  |  | Demi-finales 5-6 décembre 1992   | Demi-finales 5-6 décembre 1992   |  |  | Finale 27 décembre 1992        | Finale 27 décembre 1992        |
|  | Huitièmes de finales 31 octobre et 1er novembre 1992 | Huitièmes de finales 31 octobre et 1er novembre 1992 |                 |    | Quarts de finales 21-22 novembre 1992 | Quarts de finales 21-22 novembre 1992 |  |  | Demi-finales 5-6 décembre 1992   | Demi-finales 5-6 décembre 1992   |  |  | Finale 27 décembre 1992        | Finale 27 décembre 1992        |
|  |                                                      |                                                      |                 |    |                                       |                                       |  |  |                                  |                                  |  |  |                                |                                |
|  | à Perpignan                                          | à Perpignan                                          |                 |    | à Perpignan                           | à Perpignan                           |  |  | Le 5 décembre 1992 à Carcassonne | Le 5 décembre 1992 à Carcassonne |  |  | Le 27 décembre 1992 à Narbonne | Le 27 décembre 1992 à Narbonne |
|  | à Perpignan                                          | à Perpignan                                          |                 |    | à Perpignan                           | à Perpignan                           |  |  | Le 5 décembre 1992 à Carcassonne | Le 5 décembre 1992 à Carcassonne |  |  | Le 27 décembre 1992 à Narbonne | Le 27 décembre 1992 à Narbonne |
|  | AS Saint-Estève                                      | 24                                                   |                 |    | à Perpignan                           | à Perpignan                           |  |  | Le 5 décembre 1992 à Carcassonne | Le 5 décembre 1992 à Carcassonne |  |  | Le 27 décembre 1992 à Narbonne | Le 27 décembre 1992 à Narbonne |
|  | AS Saint-Estève                                      | 24                                                   |                 |    | à Perpignan                           | à Perpignan                           |  |  | Le 5 décembre 1992 à Carcassonne | Le 5 décembre 1992 à Carcassonne |  |  | Le 27 décembre 1992 à Narbonne | Le 27 décembre 1992 à Narbonne |
|  | SM Pia                                               | 10                                                   |                 |    | à Perpignan                           | à Perpignan                           |  |  | Le 5 décembre 1992 à Carcassonne | Le 5 décembre 1992 à Carcassonne |  |  | Le 27 décembre 1992 à Narbonne | Le 27 décembre 1992 à Narbonne |
|  | SM Pia                                               | 10                                                   | AS Saint-Estève | 20 |                                       |                                       |  |  | Le 5 décembre 1992 à Carcassonne | Le 5 décembre 1992 à Carcassonne |  |  | Le 27 décembre 1992 à Narbonne | Le 27 décembre 1992 à Narbonne |
|  | à ALbi                                               |                                                      | AS Saint-Estève | 20 |                                       |                                       |  |  | Le 5 décembre 1992 à Carcassonne | Le 5 décembre 1992 à Carcassonne |  |  | Le 27 décembre 1992 à Narbonne | Le 27 décembre 1992 à Narbonne |
|  |                                                      | FC Lézignan                                          | 10              |    |                                       |                                       |  |  | Le 5 décembre 1992 à Carcassonne | Le 5 décembre 1992 à Carcassonne |  |  | Le 27 décembre 1992 à Narbonne | Le 27 décembre 1992 à Narbonne |
|  | FC Lézignan                                          | FC Lézignan                                          | 10              | 26 |                                       |                                       |  |  | Le 5 décembre 1992 à Carcassonne | Le 5 décembre 1992 à Carcassonne |  |  | Le 27 décembre 1992 à Narbonne | Le 27 décembre 1992 à Narbonne |
|  | FC Lézignan                                          | à Lézignan                                           |                 | 26 |                                       |                                       |  |  | Le 5 décembre 1992 à Carcassonne | Le 5 décembre 1992 à Carcassonne |  |  | Le 27 décembre 1992 à Narbonne | Le 27 décembre 1992 à Narbonne |
|  | Villefranche XIII                                    | 10                                                   |                 |    |                                       |                                       |  |  | Le 5 décembre 1992 à Carcassonne | Le 5 décembre 1992 à Carcassonne |  |  | Le 27 décembre 1992 à Narbonne | Le 27 décembre 1992 à Narbonne |
|  | Villefranche XIII                                    | 10                                                   | AS Saint-Estève | 10 |                                       |                                       |  |  |                                  |                                  |  |  | Le 27 décembre 1992 à Narbonne | Le 27 décembre 1992 à Narbonne |
|  | à Lézignan                                           |                                                      | AS Saint-Estève | 10 |                                       |                                       |  |  |                                  |                                  |  |  | Le 27 décembre 1992 à Narbonne | Le 27 décembre 1992 à Narbonne |
|  |                                                      | SO Avignon                                           | 6               |    |                                       |                                       |  |  |                                  |                                  |  |  | Le 27 décembre 1992 à Narbonne | Le 27 décembre 1992 à Narbonne |
|  | SO Avignon                                           | SO Avignon                                           | 6               | 10 |                                       |                                       |  |  |                                  |                                  |  |  | Le 27 décembre 1992 à Narbonne | Le 27 décembre 1992 à Narbonne |
|  | SO Avignon                                           | Le 6 décembre 1992 à Lézignan                        |                 | 10 |                                       |                                       |  |  |                                  |                                  |  |  | Le 27 décembre 1992 à Narbonne | Le 27 décembre 1992 à Narbonne |
|  | RC Saint-Gaudens                                     | 8                                                    |                 |    |                                       |                                       |  |  |                                  |                                  |  |  | Le 27 décembre 1992 à Narbonne | Le 27 décembre 1992 à Narbonne |
|  | RC Saint-Gaudens                                     | 8                                                    | SO Avignon      | 22 |                                       |                                       |  |  |                                  |                                  |  |  | Le 27 décembre 1992 à Narbonne | Le 27 décembre 1992 à Narbonne |
|  | à VIllefranche-de-Rouergue                           |                                                      | SO Avignon      | 22 |                                       |                                       |  |  |                                  |                                  |  |  | Le 27 décembre 1992 à Narbonne | Le 27 décembre 1992 à Narbonne |
|  |                                                      | RC Albigeois                                         | 6               |    |                                       |                                       |  |  |                                  |                                  |  |  | Le 27 décembre 1992 à Narbonne | Le 27 décembre 1992 à Narbonne |
|  | RC Albigeois                                         | RC Albigeois                                         | 6               | 30 |                                       |                                       |  |  |                                  |                                  |  |  | Le 27 décembre 1992 à Narbonne | Le 27 décembre 1992 à Narbonne |
|  | RC Albigeois                                         | à Toulouse                                           |                 | 30 |                                       |                                       |  |  |                                  |                                  |  |  | Le 27 décembre 1992 à Narbonne | Le 27 décembre 1992 à Narbonne |
|  | Toulouse olympique XIII                              | 12                                                   |                 |    |                                       |                                       |  |  |                                  |                                  |  |  | Le 27 décembre 1992 à Narbonne | Le 27 décembre 1992 à Narbonne |
|  | Toulouse olympique XIII                              | 12                                                   | AS Saint-Estève | 12 |                                       |                                       |  |  |                                  |                                  |  |  |                                |                                |
|  | à Tonneins                                           |                                                      | AS Saint-Estève | 12 |                                       |                                       |  |  |                                  |                                  |  |  |                                |                                |
|  |                                                      | XIII Catalan                                         | 10              |    |                                       |                                       |  |  |                                  |                                  |  |  |                                |                                |
|  | XIII Catalan                                         | XIII Catalan                                         | 10              | 45 |                                       |                                       |  |  |                                  |                                  |  |  |                                |                                |
|  | XIII Catalan                                         |                                                      |                 | 45 |                                       |                                       |  |  |                                  |                                  |  |  |                                |                                |
|  | Tonneins XIII                                        | 6                                                    |                 |    |                                       |                                       |  |  |                                  |                                  |  |  |                                |                                |
|  | Tonneins XIII                                        | 6                                                    | XIII Catalan    | 32 |                                       |                                       |  |  |                                  |                                  |  |  |                                |                                |
|  | à Toulouse                                           |                                                      | XIII Catalan    | 32 |                                       |                                       |  |  |                                  |                                  |  |  |                                |                                |
|  |                                                      | US Villeneuve                                        | 10              |    |                                       |                                       |  |  |                                  |                                  |  |  |                                |                                |
|  | US Villeneuve                                        | US Villeneuve                                        | 10              | 4  |                                       |                                       |  |  |                                  |                                  |  |  |                                |                                |
|  | US Villeneuve                                        | à Salon-de-Provence                                  |                 | 4  |                                       |                                       |  |  |                                  |                                  |  |  |                                |                                |
|  | XIII Limouxin                                        | 2                                                    |                 |    |                                       |                                       |  |  |                                  |                                  |  |  |                                |                                |
|  | XIII Limouxin                                        | 2                                                    | XIII Catalan    | 28 |                                       |                                       |  |  |                                  |                                  |  |  |                                |                                |
|  | à Roanne                                             |                                                      | XIII Catalan    | 28 |                                       |                                       |  |  |                                  |                                  |  |  |                                |                                |
|  |                                                      | RC Carpentras                                        | 2               |    |                                       |                                       |  |  |                                  |                                  |  |  |                                |                                |
|  | RC Carpentras                                        | RC Carpentras                                        | 2               | 38 |                                       |                                       |  |  |                                  |                                  |  |  |                                |                                |
|  | RC Carpentras                                        |                                                      |                 | 38 |                                       |                                       |  |  |                                  |                                  |  |  |                                |                                |
|  | RC Roanne                                            | 18                                                   |                 |    |                                       |                                       |  |  |                                  |                                  |  |  |                                |                                |
|  | RC Roanne                                            | 18                                                   | RC Carpentras   | 20 |                                       |                                       |  |  |                                  |                                  |  |  |                                |                                |
|  | à Salon-de-Provence                                  |                                                      | RC Carpentras   | 20 |                                       |                                       |  |  |                                  |                                  |  |  |                                |                                |
|  |                                                      | Cannes XIII                                          | 12              |    |                                       |                                       |  |  |                                  |                                  |  |  |                                |                                |
|  | Cannes XIII                                          | Cannes XIII                                          | 12              | 20 |                                       |                                       |  |  |                                  |                                  |  |  |                                |                                |
|  | Cannes XIII                                          |                                                      |                 | 20 |                                       |                                       |  |  |                                  |                                  |  |  |                                |                                |
|  | AS Carcassonne                                       | 4                                                    |                 |    |                                       |                                       |  |  |                                  |                                  |  |  |                                |                                |
|  | AS Carcassonne                                       | 4                                                    |                 |    |                                       |                                       |  |  |                                  |                                  |  |  |                                |                                |

## Finale
(mt : 0 - 0)
Le 27 décembre 1992 au stade l'Egassiairal de Narbonne
Points marqués :
- Saint-Estève: 2 essais de Wosniack (52e) et Garcia (72e) ; 2 transformations de Chamorin (52e et 72e) ; 2 cartons jaunes de Bourneville (47e) et Khedimi (56e).
- XIII Catalan: 2 essais d'Alésina (59e) et Bomati (79e) ; 1 pénalité de Gomez (69e) ; 1 carton jaune de Cabestany (47e).

Évolution du score : 0-0 (mi-temps), 6-0, 6-4, 6-6, 12-6, 12-10.
Arbitre : M. Chanfreau (Midi-Pyrénées)
Spectateurs : 7 500
Composition des équipes :
- Saint-Estève: Tommy Sutton - Jean-Luc Tène, Patrick Marginet, Jean-Marc Garcia,  Pierre Chamorin - Bruno Castany, Patrick Wozniack - Abet Baklouch, Mathieu Khedimi, Hadj Boudebza, Mark Bourneville, Bernard Cartier, Roger Palisses - Louis Sutton, Martial - Entraîneur : Yves Castany.
- XIII Catalan: Olivier Bise - Brian Coles, Adolphe Alésina, Michel Roses, Pascal Bomati - Francis Gomez, Vincent Banet - Pierre Montgaillard, Taï Pepere, Abdrajah Baba, Didier Cabestany, Pascal Jampy, Klaus Perkovic - Stéphane Téna, Jean Ruiz, Bruno Guasch, Tuffi - Entraîneur : Ivan Grésèque.